# 蓮坂駅
蓮坂駅（れんはんえき、閩南語: lâu-puánn tsām / 劉坂站）は、中華人民共和国福建省廈門市思明区梧村街道湖浜南路と湖明路の交差点にある、廈門軌道交通1号線の駅である。

## 歴史
- 2017年12月31日1号線の駅として開業。

## 駅構造

### のりば
| 番線 | 路線              | 方面                                | 行先        |
| ---- | ----------------- | ----------------------------------- | ----------- |
|      | 廈門軌道交通1号線 | 烏石浦・火炬園・官任・廈門北駅 方面 | 岩内 行き   |
|      | 廈門軌道交通1号線 | 文竈・将軍祠・中山公園・鎮海路 方面 | 鎮海路 行き |

## 隣の駅
廈門軌道交通
■1号線
湖浜東路駅 - 蓮坂駅 - 蓮花路口駅